# 巯基乙酸
巯基乙酸是一种有机化合物，结构式HSCH2COOH。

## 性质
纯品为无色有令人不愉快气味的透明液体，工业品常为无色至微黄色。与水、乙醇、乙醚混溶。露置于空气中时，迅速发生氧化，少量金属离子可以加速氧化过程。浓度小于70％（重量）的巯基乙酸水溶液，在室温下一般是稳定的。

## 歷史
1930年代初，美國植物生理學家大衛·戈達德（David R. Goddard）在研究為何蛋白酶不易消化頭髮、指甲、羽毛等的過程中，鑑定了巰基乙醇可有效減少蛋白質（包括角蛋白）中的雙硫鍵。他意識到雙硫鍵即使被破壞，這些蛋白質結構仍然很容易被重塑，並且在雙硫鍵重新形成後它們仍將保持形狀。巰基乙醇於1940年代被開發用作化學脫毛劑。

## 制备
1、由氯乙酸与硫氢化钠在硫化氢和氮气作用下反应而得。
{\displaystyle \ ClCH_{2}COOH+NaHS\rightarrow HSCH_{2}COOH+NaCl}
2、由氯乙酸、硫代硫酸钠和氢氧化钠反应合成，经酸解、萃取、蒸馏得到成品。
3、氯乙酸与硫脲反应产生异硫脲代乙酸，用氢氧化钡将钡沉淀，然后用硫酸酸解得到巯基乙酸水溶液，经蒸发可得其60～70％水溶液。
{\displaystyle \ 2ClCH_{2}COOH+Na_{2}CO_{3}\rightarrow 2ClCH_{2}COONa+CO_{2}+H_{2}O}
{\displaystyle \ ClCH_{2}COONa+(NH_{2})_{2}CS\rightarrow C(NH)(NH_{2})SCH_{2}COOH}
{\displaystyle \ 2C(NH)(NH_{2})SCH_{2}COOH+Ba(OH)_{2}\cdot 8H_{2}O\rightarrow (HSCH_{2}COO)_{2}Ba}
{\displaystyle \ (HSCH_{2}COO)_{2}Ba+H_{2}SO_{4}\rightarrow 2HSCH_{2}COOH+BaSO_{4}\downarrow }

## 用途
用作有机合成中间体，其酯类衍生物可作卤化聚烯烃的稳定剂，盐类衍生物可作卷发剂、皮毛脱毛剂、金属表面处理剂、聚合反应引发剂。此外，巯基乙酸还用于医药品卡普托利、生物素、硫辛酸和二巯基丁二酸的合成；它也是检定铝、铁、锡、钼等的敏感性试剂。